# Sydafrikansk engelsk
Sydafrikansk engelsk (South African English på engelsk) er en dialekt af engelsk som tales i Sydafrika og i nabolande med store antal angloafrikanske indbyggere, som for eksempel Botswana, Namibia, og Zimbabwe.
Sydafrikansk engelsk har intet fælles udtale, som forklares af at engelsk tales som modersmål af godt 40% af landets hvide indbyggere (resten har oftest afrikaans som modersmål) og kun af et fåtal sorte indbyggere i området.